# Хејден Панетијер
Хејден Панетијер (енгл. Hayden Panettiere; IPA: ; Палисејдс, Њујорк, САД, 21. август 1989) је америчка глумица, најпознатија по улози Клер Бенет у ТВ-серији Хероји и Џулијет Барнс у музичкој драмској серији Нешвил (2012–2018), од којих јој је последња донела две номинације за награду Златни глобус за најбољу споредну глумицу – серија, мини серија или телевизијски филм.
Она такође глуми у мета-слешер франшизи Веса Крејвена, Врисак, портретишући филмског штребера, Кирбија Рида. Она ће поновити своју улогу Врисак 4 (2011) у неименованом шестом филму (2023).
Родом из Палисадеса у Њујорку, први пут се појавила на екрану у реклами 1990. године са само 11 месеци. Међутим, њена стална глумачка каријера почела је тек 1994. када је играла Сару Робертс у дуготрајној серији сапуница Један живот за живот од те године до 1997. Затим је наставила да игра Лизи Сполдинг у једној од Си-Би-Ес-ових сопствених сапуница Светлост водиља од 1996. до 2000. Панетијерова је такође глумила у Дизнијевом фудбалском драмском филму Сећање на титане (2000), последњој сезони Фоксове легалне хумористичко-драмске серије Али Мекбил (2002), комедијо-драмском филму Подижући Хелен (2004), драмски филм о уметничком клизању Ледена принцеза (2005), романтична комедија Волим те, Бет Купер (2009), права криминалистичка драма Аманда Нокс: Убиство на суђењу у Италији (2011) и драмски филм Притвор (2016). 

## Биографија
Панетијер је рођена и делимично одрастао у Палисадесу у Њујорку. Она је ћерка Лесли Р. Вогел, бивше глумице сапуница, и Алана Лија „Скип“ Панетијера, капетана ватрогасне службе Њујорка. Има једног млађег брата, глумца Џенсена Панетијера. Породица њене мајке живи у Индијани.

## Филмографија
| Улоге Хејден Панетијер |                   |                     |                                             |                        |
| Година                 | Српски назив      | Изворни назив       | Улога                                       | Напомена               |
| 1994.                  |                   |                     | Сара 'Flash' Робертс #3 (1994–1997)         |                        |
| 1996.                  |                   |                     | Elizabeth 'Lizzie' Spaulding #2 (1996–2000) |                        |
| 1998.                  |                   |                     | Dot                                         |                        |
| 1998.                  |                   |                     | сирена                                      |                        |
| 1999.                  |                   |                     |                                             |                        |
| 1999.                  |                   |                     | девојка на потонулом броду                  |                        |
| 2000.                  | Сећање на Титане  | Remember the Titans | Шерил Јоуст                                 |                        |
| 2000.                  |                   |                     | Сури                                        |                        |
| 2001 — 2002            | Али Мекбил        |                     | Мади Харингтон                              |                        |
| 2001.                  |                   |                     | Натали Шејфер                               |                        |
| 2001.                  |                   |                     | Ешли (episode: Abuse)                       |                        |
| 2002.                  |                   |                     |                                             |                        |
| 2003.                  |                   |                     | Patty Ann Applewood                         |                        |
| 2003 — 2005            | Малколм у средини |                     | Џесика                                      |                        |
| 2004.                  |                   |                     | Haylei Sims                                 |                        |
| 2004.                  |                   |                     | Мелани Луис                                 |                        |
| 2004.                  |                   |                     | Одри Дејвис                                 |                        |
| 2004.                  |                   |                     | Мади Долан                                  |                        |
| 2005.                  | Ледена принцеза   |                     | Gen Harwood                                 |                        |
| 2005.                  |                   |                     | Channing Walsh                              |                        |
| 2005.                  |                   |                     | Angela Agnelli (Episode: Hooked)            |                        |
| 2006.                  |                   |                     |                                             |                        |
| 2006.                  |                   |                     | Кристина Вотерс                             |                        |
| 2006.                  |                   | Mr.Gibb             | Алисон Палмер                               |                        |
| 2006.                  |                   |                     | Стејси (Епизода: Wind Beneath My Wing)      |                        |
| 2006—још траје         | Хероји            | Heroes              | Клер Бенет                                  |                        |
| 2006.                  |                   |                     | Бритни Ален                                 |                        |
| 2007.                  |                   |                     | Аделаида Бурбон                             |                        |
| 2008.                  | Свици у башти     |                     | млада Џејн Лоренс                           |                        |
| 2011.                  | Врисак 4          |                     | Кирби Рид                                   |                        |
| 2022.                  | Врисак            |                     | Кирби Рид                                   | слика и гласовни камео |
| 2023.                  | Врисак 6          |                     | Кирби Рид                                   |                        |